# 巨業交通
巨業交通股份有限公司（英語：Geya Bus Transportation Co., Ltd.），簡稱巨業交通，是一家主要經營臺中市市區公車、大台南公車的業者，為台灣愛巴士交通聯盟旗下公司。

## 營運路線

### 臺中市公車
- 紅色 為一般路線（紅底為即將停駛路線）； 綠底綠色 為尚未通車路線；褐色為特定時間增開之 區間車（页面存档备份，存于）；一車雙機、一車三機 為所有車門皆有裝設刷卡機[1]，部分路線亦提供Wi-Fi連線服務
- 目前使用悠遊卡、icash2.0、一卡通搭乘台中市公車市民限定雙十公車享有刷卡10公里免費，且全票票價上限10元、半票票價上限10元之優惠。

| 路線編碼 | 營運區間                                             | 備註 |
| -------- | ---------------------------------------------------- | --- |
| 127      | 臺中洲際棒球場－豐樂雕塑公園                         | 經昌平路 原豐榮客運路線                                                                                              |
| 127延    | 臺中洲際棒球場－捷運大慶站                           | 經崇德路 原豐榮客運路線                                                                                              |
| 164      | 清水國中－楊厝里                                     | 假日及寒暑假停駛 |
| 165      | 清水國中－舊庄                                       | 假日及寒暑假停駛 |
| 178      | 清水車站－高美濕地                                   | 經高美路 |
| 179      | 清水車站－高美濕地                                   | 經三美路 |
| 180      | 巨業沙鹿站－彰化                                     | 經龍井車站、大肚車站、追分車站                                                                                       |
| 300      | 靜宜大學－臺中車站－靜宜大學                         | 與台中客運、統聯客運聯營 為單循環路線 行駛於公車專用道 2024年9月28日起由統聯客運、台中客運代駛3個月 2025年1月1日復駛 |
| 305      | 巨業大甲停車場－鹿寮－臺中車站－鹿寮－巨業大甲停車場 | 為單循環路線 行駛於公車專用道                                                                                        |
| 306      | 清水－梧棲－臺中車站－梧棲－清水                     | 為單循環路線 行駛於公車專用道                                                                                        |
| 309      | 臺中車站－高美濕地                                   | 與台中客運、統聯客運聯營                                                                                             |
| 310      | 臺中車站－臺中港旅客服務中心                         | 與台中客運、統聯客運聯營                                                                                             |
| 328      | 興大附農－台中工業區－仁友停車場                     | 經嶺東科技大學 繞線，經協和國小分校                                                                                  |
| 353      | 巨業沙鹿站－天母櫻城                                 | 經靜宜大學 |
| 368      | 巨業沙鹿站－靜宜大學主顧聖母堂                       | 經北勢頭、弘光科技大學，2022年4月24日通車                                                                            |
| 528      | 大鵬國小－八張犁－豐原東站                           | 原豐榮客運路線 |
| 677      | 沙鹿－茄投尾－沙鹿（沙鹿龍井環線）                   | 右環線先抵達「第一銀行（沙鹿分行）」 左環線先抵達「沙鹿市場」                                                        |
| 688      | 清水車站－鰲峰山公園－梧棲觀光漁港                   | 原111路，平假日行駛。                                                                                                |
| 688副    | 清水車站－港區藝術中心－梧棲觀光漁港                 | 平日停駛 |
| 699      | 大甲體育場－南埔                                     | 經大甲區公所、大甲車站、大甲高中、大甲區庄美里、大甲區文曲路、大安區公所                                               |

### 大台南公車
| 路線色   | 路線編碼                                 | 營運區間                                          | 備註                  |
| -------- | ---------------------------------------- | ------------------------------------------------- | --------------------- |
|          | 15                                       | 臺南市立圖書館－南紡購物中心－大成路口            | 2025年4月30日正式接駛 |
| 15區間車 | 奇美醫院－南紡購物中心－大成路口         | 2025年4月30日正式接駛                             |                       |
| 19       | 原住民文化會館－臺南火車站－大灣高中     | 2024年12月23日正式接駛 平日部分班次延駛至臺南海事 |                       |
| 20       | 仁德轉運站－永康火車站－安南醫院         | 2025年7月23日正式接駛                             |                       |
| 32       | 原住民文化會館－喜樹－灣裡－高鐵台南站   | 2024年12月1日正式通車 兩段票收費，分段點：同興    |                       |
| 77       | 原住民文化會館－南紡購物中心－仁德轉運站 | 2025年1月15日正式接駛                             |                       |
| 904      | 永康臨時轉運站－海東國小－鹿耳門天后宮   | 2025年7月23日正式通車 部分班次延駛四草            |                       |

## 爭議與事故
2019年10月，包含駕駛員與內勤人員在內，巨業交通公司薪資延遲發放連續兩個月。總經理李明蕙對此表示，因政府自7月開始的補貼制度延遲發放，公司需自行墊付資金而影響財務狀況。臺中市交通局對此進行口頭要求，督促公司改善並保障員工權益。同月，民眾向媒體投書，巨業交通的發車班次異常、脫漏班也頻繁出現。臺中市政府交通局表示，其統計發現巨業的異常班次超過10%，高於該市同業的平均值5.8%。並將依法開罰。
臺中市交通局表示自2019年起，巨業交通已發生2起死亡與69件受傷事故。2022年，巨業交通在公車評鑑中取得20.5分，低於同業平均21.9分。且被評為需折減補助款的乙等。2023年也同樣被評為乙等。巨業交通的乘客，也對其開車風格多所抱怨。
2020年8月2日晚間，巨業交通班車行經臺中市梧棲區時，撞擊自產業道路左轉進入中央路的女騎士。
2021年4月30日上學時段，巨業交通165路公車於嘉陽高中校門口闖紅燈，撞死正在過馬路的女高中生。肇事事後司機解釋班車當時煞車失靈，儘管其他資深司機認為煞車確實可能失靈，但死者家屬不同意該等解釋。肇事司機事後被判緩刑3年。
2024年9月22日晚間，巨業交通305路公車在轉彎時，撞上兩位過馬路的東海大學學生，造成一死一傷。東海大學表達對此的憤怒與譴責，並承諾提供受害者必要協助。2025年8月，過世的大學生家屬委請律師向媒體發出聲明，指該公司僅只願意付出新台幣30萬元和解，對此巨業交通回應表示未實際協商，會依法與家屬進行協商。

## 外部連結
- 台灣愛巴士交通聯盟 （页面存档备份，存于）
- 台南市公車動態系統 （页面存档备份，存于）